# Lasippa illigera
Lasippa illigera är en fjärilsart som beskrevs av Johann Friedrich von Eschscholtz 1821. Lasippa illigera ingår i släktet Lasippa och familjen praktfjärilar. Inga underarter finns listade i Catalogue of Life.